# Otto Schaaber
Otto Schaaber (geboren am 30. November 1913; gestorben am 12. August 1981) war ein deutscher Physiker und Professor für Physik und arbeitete auf dem Gebiet der Wärmebehandlung von Stählen, insbesondere widmete er sich den thermodynamischen Umwandlungsprozessen von Eisen in der Bainitstufe. Er leitete von 1954 bis 1981 das Institut für Härtereitechnik Bremen, das heutige Leibniz-Institut für Werkstofforientierte Technologien, wo wichtige Grundlagen für die Werkstofftechnik gelegt wurden. Zusammen mit Walter Stuhlmann sorgte er für die Entstehung des „Internationalen Verbandes für die Wärmebehandlung der Werkstoffe“ (IVW) mit Sitz in Zürich und entwickelte die vormaligen Härtereitechnischen Mitteilungen zur deutschsprachigen wissenschaftlich-technischen Zeitschrift für Wärmebehandlung und Werkstofftechnik und führte sie zu ihrem internationalen Rang.

## Ehrungen
- Adolf-Martens-Medaille
- Senatsmedaille für Kunst und Wissenschaft der Freien Hansestadt Bremen
- Bundeskreuz für Kunst und Wissenschaft des Landes Österreich
- Ehrenmitgliedschaft der Société Francaise de Métallurgie
- Medaille des Internationalen Verbandes für die Wärmebehandlung der Metalle